# Umbinílio

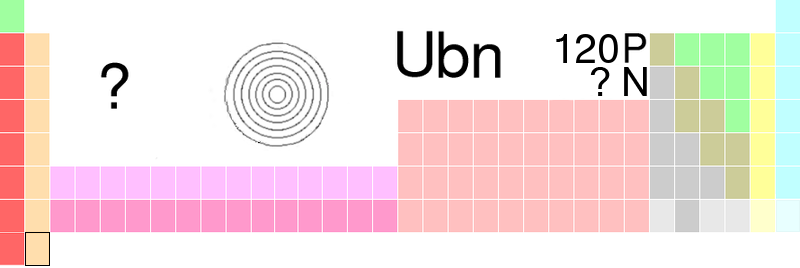
Unbinílio na Tabela Periódica

Unbinílio, também chamada eka-rádio ou elemento 120, é um elemento sistemático de um elemento hipotético. Na tabela periódica seu símbolo temporário é Ubn e seu número atômico 120. Deve ser colocado embaixo dos metais alcalino-terrosos. Possivelmente é parecido com o rádio e bário.
Tentativas de sintetizar o elemento usando reações de fusão em energia de excitação baixa foram um fracasso, mas há relatos de sucesso documentado de fissão de núcleos de ubinílio à excitação muito alta, indicando um efeito concha forte Z=120.

## As tentativas de síntese

### Evaporação de nêutrons
Entre março e abril de 2007, a síntese de unbinílio foi tentada no Laboratório Flerov de reações nucleares em Dubna, bombardeando um alvo de plutônio-244 com ferro-58 íons. Análise inicial revelou que nenhum átomo do elemento 120 foi produzido, estabelecendo um limite de 400 fb para a seção transversal na energia estudada.

## Propriedades Químicas Previstas
O elemento ainda não foi sintetizado e, portanto, não se conhecem seus compostos, nem suas propriedades foram investigadas na prática. Contudo, considerando as leis periódicas e os efeitos quânticos relativísticos, suas propriedades químicas e físicas podem ser presumidas com um grau de precisão relativamente alto.
O unbinílio será localizado no grupo 2 da tabela periódica, sendo o mais pesado entre os metais alcalinoterrosos. Como tal, ele deve apresentar características típicas desse grupo, como uma alta reatividade química e o estado de oxidação do grupo, de +2, possivelmente o único estado de oxidação desse elemento em seus compostos.
Como um metal alcalinoterroso, o Ubn deverá ser um metal branco-prateado macio e brilhante que mancha muito rapidamente em contato com o ar, muito eletropositivo (eletronegatividade estimada em cerca de 0,91) e altamente reativo, que reage prontamente com o ar para formar o óxido UbnO
 e o nitreto Ubn
3N
2
. Ele deverá também reagir vigorosamente com a água e com os ácidos para formar o hidróxido Ubn(OH)
2
 (uma base forte) ou um sal do íon incolor Ubn2+
, com liberação de gás hidrogênio. O elemento também poderia se dissolver em amônia líquida, assim como outros alcalinoterrosos pesados, dando uma solução azul-escura profunda, altamente condutora de eletricidade e um agente redutor muito poderoso. Ele também deve dar uma chama bastante colorida no teste da chama. O óxido de unbinílio, UbnO, seria um sólido branco pulverulento e cáustico como outros óxidos alcalinoterrosos tais como CaO, SrO e BaO, sendo, como eles, um óxido fortemente básico. O Ubn provavelmente formaria compostos apenas no estado de oxidação +2 (embora a existência de outros estados menos comuns como +4 ou +6 – que não são comuns em alcalinoterrosos – não seja descartada), os quais seriam compostos iônicos salinos brancos ou incolores, a menos que o ânion companheiro seja colorido.
Compostos como os haletos UbnX
2
 (X = Cl, Br ou I), o nitrato Ubn(NO
3)
2
e o acetato Ubn(CH
3CO
2)
2
 seriam sais incolores altamente solúveis em água, enquanto o fluoreto UbnF
2
 seria pouco solúvel e sais como o sulfato UbnSO
4
, o carbonato UbnCO
3
, o oxalato UbnC
2O
4
 e o fosfato Ubn
3(PO
4)
2
 seriam altamente insolúveis, seguindo o comportamento característico dos demais elementos do grupo e observação das leis periódicas.
O potencial de redução padrão do par Ubn2+
/Ubn é previsto como sendo −2,9 V, que é quase exatamente o mesmo que o do par Sr2+
/Sr do estrôncio (−2,899 V).
A química do unbinílio é prevista para ser muito semelhante à de metais alcalinoterrosos pesados tais como o bário e o rádio, embora é previsto que os efeitos quânticos relativísticos o tornem mais semelhante ao estrôncio (Sr) mais leve.